# Glazen plafond
Glazen plafond (van het Engelse Glass ceiling) of ook wel verticale segregatie is een begrip dat werd bedacht in de jaren 80 in de Verenigde Staten. Het omvat een metafoor die de onzichtbare barrières aanduidt, die worden gevormd door gedragsvooroordelen en organisatorische vooroordelen (vaak door mannen), die vrouwen tegenhouden in het verkrijgen van topfuncties binnen bedrijven en overheidsdiensten. Er wordt gesproken over een glazen plafond, omdat het te onderscheiden valt van andere, zichtbare barrières als ervaringseisen en opleidingseisen.

## Glazen plafond index
In Nederland is de Glazen Plafond Index (GPI) ontwikkeld als quickscan door twee bedrijven in opdracht van het Ministerie van Sociale Zaken en Werkgelegenheid, om bedrijven te ondersteunen in het wegwerken van het plafond.
De GPI is groter dan 1,0 als vrouwen minder sterk zijn vertegenwoordigd op het hoger liggende functieniveau, in vergelijking met het functieniveau net daaronder. De GPI is neutraal en exact gelijk aan 1,0 als de vertegenwoordiging van vrouwen in deze functiecategorieën gelijk zijn. Als de GPI kleiner is dan 1,0 dan is de doorstroom voor mannen moeilijker, maar in deze situatie beschouwt men dit niet als glazen plafond voor die functie. De GPI wordt als volgt berekend:
GPI = percentage vrouwen lagere functie/percentage vrouwen in de functie
Naast de GPI kan de doorstroomkans worden berekend voor vrouwen.

## Afgeleide termen
Naast de term ontstonden als afgeleiden daarvan een aantal andere termen:
- glazen lift (glass elevator): wordt soms gebruikt om de snellere promotie van mannen boven vrouwen (vooral in managementfuncties) weer te geven binnen door vrouwen gedomineerde bedrijfstakken als verpleging
- glazen muur: segregatie tussen mannen en vrouwen op de arbeidsmarkt.
- glazen afgrond/glazen klif (glass cliff): een situatie waarbinnen iemand, meestal een vrouw, wordt bevorderd tot een risicovolle, moeilijke baan waar de kansen op mislukking groter zijn. (Voorbeelden hiervan zijn Theresa May die in 2016 eerste minister van het Verenigd Koninkrijk werd, net na het brexitreferendum; Marianne Thyssen die in 2009 gevraagd werd om CD&V te leiden; Wivina Demeester die in 2008 werd gepolst om de BAM, de beheersmaatschappij verantwoordelijk voor de bouw van de Oosterweelverbinding, te leiden)
- glazen vloer (glass floor): wordt soms gebruikt voor een theorie dat een bepaalde factor zowel de vooruitgang van een groep beperkt (vaak die van vrouwen) als beperkt binnen negatieve situaties als bijvoorbeeld het kleinere percentage vrouwelijke gevangenen ten opzichte van het grotere percentage mannelijke. Hiervoor worden vaak biologische factoren aangehaald, die echter betwist zijn. Deze term wordt ook wel gebruikt voor het beschrijven van het feit dat mannen bijna altijd de minst leuke banen bezetten in een samenleving, zoals rioolwerkers, mijnbouwwerkers, straatschoonmakers, en vuilnisophalers.
- kanten plafond: de zorg van vaders voor hun kinderen wordt begrensd door de ruimte die de moeder en de samenleving wensen te bieden. Een samentrekking van de begrippen kanten gordijn (Warren Farrell) en glazen plafond. Te refereren valt aan onderzoek van Lamb, Kalmijn en de Graaf. (Opzij 2005)
- kanten muur: segregatie van zorgverdeling tussen vaders en moeders.
- roze plafond: segregatie op de arbeidsmarkt tussen heteroseksuele en homoseksuele werknemers op basis van seksuele geaardheid.
- kleverige vloer: segregatie waarbij vrouwen minder snel promotie maken dan mannen aan het begin van hun carrière.[2]